# Dawson, Georgia
Dawson är administrativ huvudort i Terrell County i Georgia. Orten har fått sitt namn efter William Crosby Dawson. Terrell County grundades 1856 och Dawson planlades som det nya countyts administrativa huvudort.